# HD 102272
HD 102272 – czerwony olbrzym typu widmowego K, położony ok. 1180 lat świetlnych od Ziemi w gwiazdozbiorze Lwa. W czerwcu 2008 zespół polskich astronomów pracujących pod kierunkiem dr hab. Andrzeja Niedzielskiego ogłosił odkrycie co najmniej jednej planety krążącej wokół tej gwiazdy.
Masa gwiazdy HD 102272 jest równa 1,9 masy Słońca, a jej promień jest dziesięciokrotnie większy od promienia Słońca.

## Układ planetarny
Planeta HD 102272 b jest gazowym olbrzymem, okrążającym olbrzyma w odległości 0,6 au. Dane sugerują też istnienie drugiej planety, HD 102272 c, jednak nie jest to pewne.